# Pierranthus capitatus
Pierranthus capitatus är en tvåhjärtbladig växtart som beskrevs av Gustave Henri Bonati.
Pierranthus capitatus ingår i släktet Pierranthus och familjen Linderniaceae. Inga underarter finns listade i Catalogue of Life.